# Barbona

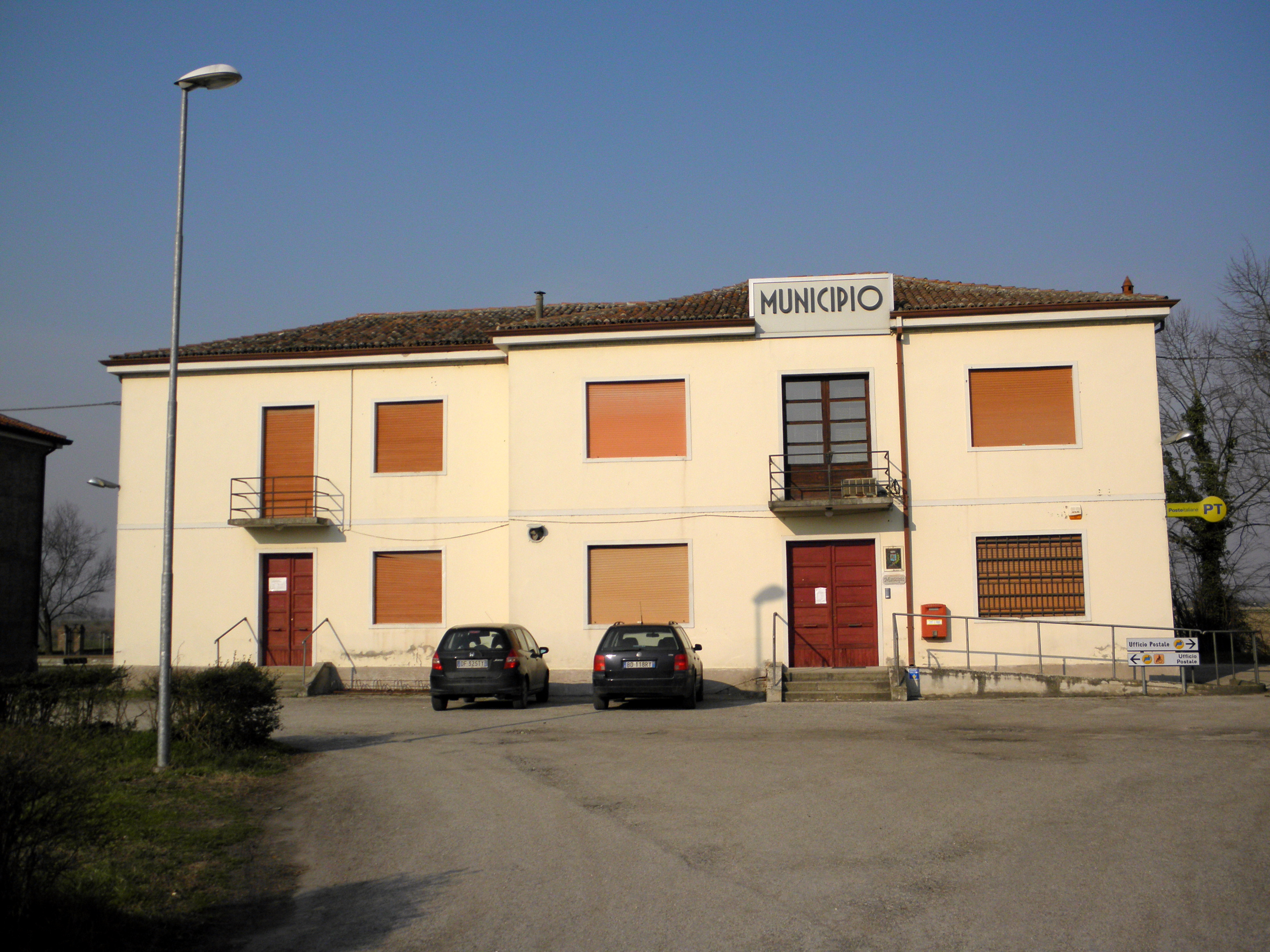
Rathaus von Barbona

Barbona ist eine nordostitalienische Gemeinde (comune) mit 571 Einwohnern (Stand 31. Dezember 2023) in der Provinz Padua in Venetien. Die Gemeinde liegt etwa 36 Kilometer südsüdwestlich von Padua und etwa 7,5 Kilometer nordwestlich von Rovigo an der Etsch und grenzt unmittelbar an die Provinz Rovigo. Der Verwaltungssitz befindet sich im Ortsteil Barbona.